# Macroptilium pedatum
Macroptilium pedatum là một loài thực vật có hoa trong họ Đậu. Loài này được (Rose) Marechal & Baudet miêu tả khoa học đầu tiên.